# Élections législatives nigériennes de 1970
Les élections législatives nigériennes de 1970 ont lieu le 22 octobre 1970 au Niger.
Trois semaines après la réélection d'Hamani Diori au poste de président de la République, le parti progressiste nigérien-Rassemblement démocratique africain (PPN-RDA) remporte les 50 sièges de l'Assemblée nationale.

## Résultats
|                           |                                                                           |           |       |        |               |  |  |  |  |  |  |  |  |  |
| Parti                     | Parti                                                                     | Voix      | %     | Sièges | +/-           |  |  |  |  |  |  |  |  |  |
|                           | Parti progressiste nigérien-Rassemblement démocratique africain (PPN-RDA) | 1 850 968 | 100   | 50     | en stagnation |  |  |  |  |  |  |  |  |  |
|                           |                                                                           |           |       |        |               |  |  |  |  |  |  |  |  |  |
| Suffrages exprimés        | Suffrages exprimés                                                        | 1 850 968 | 99,99 |        |               |  |  |  |  |  |  |  |  |  |
| Votes blancs et invalides | Votes blancs et invalides                                                 | 178       | 0,01  |        |               |  |  |  |  |  |  |  |  |  |
| Total                     | Total                                                                     | 1 851 146 | 100   | 50     | en stagnation |  |  |  |  |  |  |  |  |  |
| Abstentions               | Abstentions                                                               | 55 137    | 2,89  |        |               |  |  |  |  |  |  |  |  |  |
| Inscrits / participation  | Inscrits / participation                                                  | 1 906 283 | 97,11 |        |               |  |  |  |  |  |  |  |  |  |